# Guiu II de Toscana
Guiu Guerra, Guido Guerra, o Guiu II de Toscana (mort cap al 1124) fou marquès de Toscana o Túscia, fill d'un comte Guiu de Florència, fou adoptat per la marquesa Matilde de Canossa, que era la seva padrina de bateig. Llavors Matilde tenia uns 54 anys i Guiu era un jove de menys de 25 anys. Va donar suport a la política favorable al papa Pasqual II, contra l'antipapa Climent III. Al mateix temps es va dedicar a estendre i reforçar les possessions familiars, combatent a Romanya contra la comuna de Florència. Des de 1108 desapareix dels documents en quant que fill, segurament a causa de l'annul·lació de l'adopció. El 1115 a la mort de Matilde aquesta es diu que va llegar els seus dominis a l'Església, però l'emperador no ho va acceptar i va designar vicari imperial a Ratbod (1116-1118). Guiu es va proclamar marquès amb el suport de Lucca (però aquesta condició no li fou reconeguda per l'emperador),. Florència es va aixecar contra els imperials. El 1119 el vicari imperial Ratbod va morir en la lluita (batalla en què els florentins van conquerir el castell de Monte Cascioli), i Pisa, el principal reducte imperial va caure a les mans dels florentins. El mateix any va arribar el nou marquès o marcgravi, Conrad de Scheyern que va fer aliança amb Guiu II i Lucca i va assetjar als rebels florentins a Pontormo. El 1120 Pisa va perdre Còrsega davant Gènova, que s'havia presentat a la ciutat amb 20.000 homes. Les dificultats de Pisa foren aprofitades per Lucca per obtenir de Conrad diversos privilegis. El 20 de març de 1124 el papa va fallar a favor de Siena en el seu conflicte territorial amb Arezzo. El juliol de 1124 els florentins es van enfrontar a Fiesole, aliada als imperials a Borgunto; la batalla fou una victòria notable per Fiesole però en la retirada, els florentins que havien sobreviscut els van sorprendre i van recuperar el botí. Guiu Guerra va morir l'octubre de 1124 i el vicari imperial Conrad de Scheyern va ampliar el control imperial.